# Вапа
Ва̀па (на македонска литературна норма: Центар Жупа; на турски: Merkez Jupa) е село в Северна Македония, център на община Вапа,

## География
Селото е разположено в областта Жупа в северозападните склонове на планината Стогово. Селото традиционно се състои от две махали – Горна и Долна Вапа.

## История

### Етимология
Името на селото произхожда от думата вапа, която няма аналогия в другите славянски езици и означава вдлъбнатина, котловина. Сродна е със староиндийското vāpī, дълго блато и с литовското ùpé, река, латвийското upe, река, поток, старопруското wupyan, облак.

### В Османската империя
В XIX век Вапа е българско село в Дебърска каза на Османската империя. В „Етнография на вилаетите Адрианопол, Монастир и Салоника“, издадена в Константинопол в 1878 година и отразяваща статистиката на населението от 1873 година, Горна Вапа е посочено като село с 15 домакинства, като жителите му са 47 българи, а Долна Вапа – с 15 домакинства и 43 жители българи.
Според статистиката на Васил Кънчов („Македония. Етнография и статистика“) в 1900 Горна Вапа има 116, а Долна Вапа 60 жители българи християни.
На Етнографската карта на Битолския вилает на Картографския институт в София от 1901 година Горна Вапа и Долна Вапа са чисто български села в Дебърската каза на Дебърския санджак с по 20 къщи всяко.
Цялото християнско население на селото е под върховенството на Българската екзархия. По данни на секретаря на екзархията Димитър Мишев („La Macédoine et sa Population Chrétienne“) в 1905 година във Вапа има 320 българи екзархисти.
Според статистика на вестник „Дебърски глас“ в 1911 година във Вапа (Горна и Долна) има 32 български екзархийски къщи.
При избухването на Балканската война в 1912 година 12 души от Вапа са доброволци в Македоно-одринското опълчение.

### В Сърбия, Югославия и Северна Македония
В 1915 година, по време на Първата световна война, селото е анексирано от Царство България. Към 1 март 1916 година Вапа е част от Парешката община на българската Дебърска околия.
Селото се оформя като център на областта Жупа, в него се заселват много помаци от околните села и е прекръстено на Центар Жупа, тоест Център Жупа. Помаците във Вапа са с турско самосъзнание.
Според преброяването от 2002 година селото има 800 жители.
| Националност | Всичко |
| македонци    | 80     |
| албанци      | 4      |
| турци        | 714    |
| роми         | 0      |
| власи        | 0      |
| сърби        | 0      |
| бошняци      | 0      |
| други        | 2      |